# Dolgotipalčnice
Dolgotipalčnice (znanstveno ime Ensifera) so podred kobilic, za katere so značilne dolge, nitaste tipalnice, ki lahko po dolžini nekajkrat presegajo dolžino preostalega telesa. Po tej lastnosti se najlaže ločijo od drugega podreda, kratkotipalčnic, kjer so tipalnice krajše od telesa. Skupino sestavlja okrog 9.000 danes živečih opisanih vrst. So večinoma nočno aktivne živali, ki živijo v raznolikih habitatih, nekatere so se prilagodile tudi na življenje v jamah (jamske kobilice). Največkrat so varovalno obarvane, rjave ali zelene barve. Po prehrani so lahko vsejede ali rastlinojede. Znanstveno ime dolgotipalčnic izhaja iz latinske besede ensiferum, ki označuje nosilca železa (v tem kontekstu meča) in se nanaša na njihovo leglico, ki je lahko zelo dolga ter podobna rezilu meča. Uporabljajo jo za izleganje jajčec v tla ali rastlinsko tkivo.
Skupina vsebuje večino znanih žuželk, ki se sporazumevajo z zvočnimi signali (poleg škržatov in nekaterih manjših skupin). Zvok proizvajajo s stridulacijo - drgnjenjem vrste zobcev na enem delu telesa ob trden rob drugega.
Med dolgotipalčnice sodijo nekatere družine, ki jih v vsakdanji rabi ne označujemo za kobilice - bramorji, murni idr., največja družina pa so prave cvrčalke (Tettigoniidae), ki jo sestavlja preko 6.000 znanih vrst.